# João da Costa Mateus
João da Costa Mateus (Vila do Bispo, Algarve, 12 de novembro de 1948 - Funchal, 3 de setembro de 2009) foi um professor e treinador de voleibol português. 

## Biografia

### Nascimento
João da Costa Mateus nasceu na Vila do Bispo, no distrito de Faro, em 12 de novembro de 1948, filho de Júlia Freire da Costa e João Alexandre Mateus.

### Carreira profissional

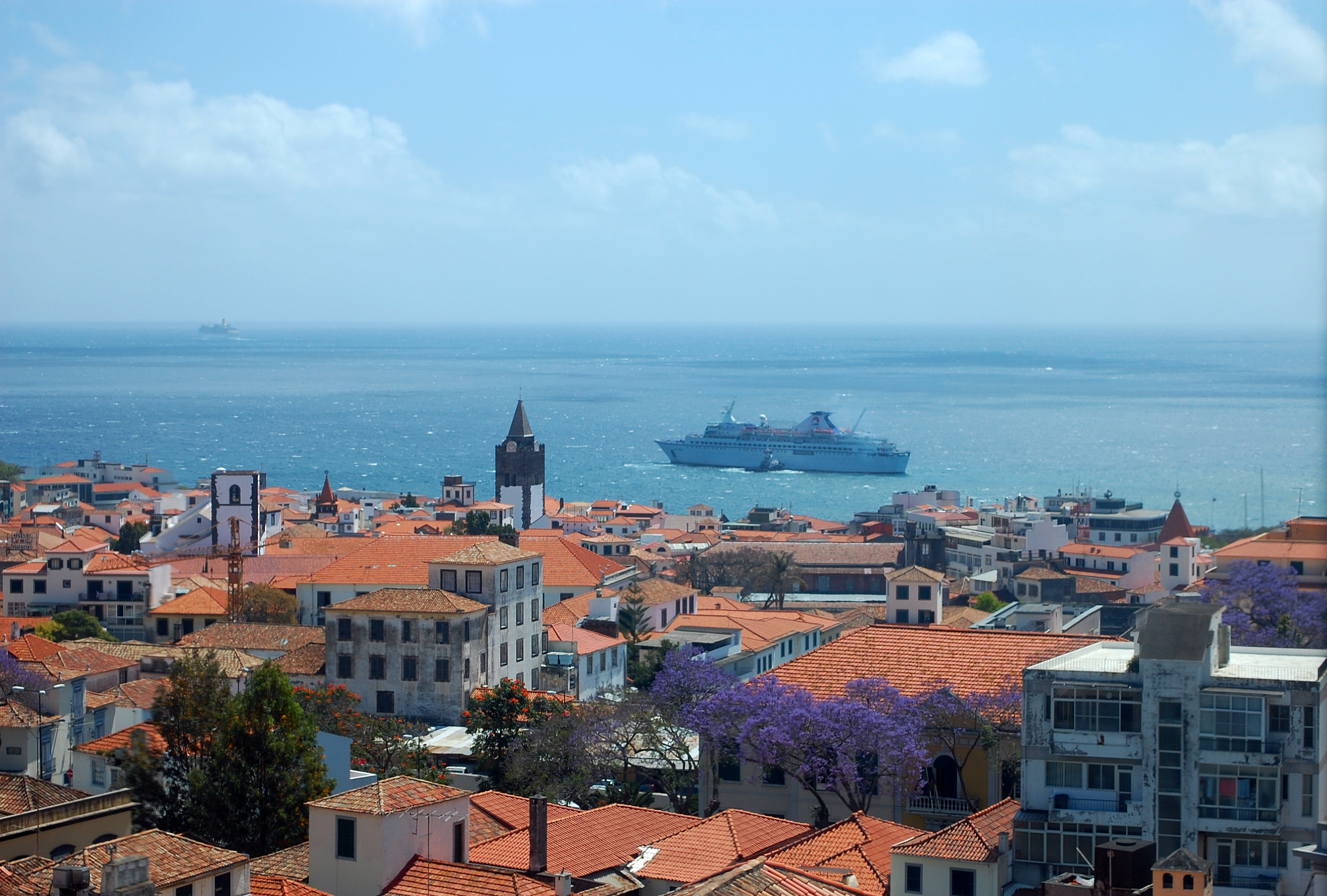
Cidade do Funchal.

João da Costa Mateus mudou-se em 1968 para a cidade do Funchal, no arquipélago da Madeira, onde iniciou uma carreira ligada à pedagogia e ao desporto, que durou mais de trinta anos. Destacou-se principalmente na modalidade do voleibol, primeiro como jogador e depois como treinador, onde introduziu vários conceitos inovadores, que foram posteriormente adoptados pelas principais equipas nacionais. Também foi um reputado investigador e conferencista sobre o treino e as técnicas do desporto, tendo sido um dos principais fomentadores da modalidade do voleibol na Madeira. Foi treinador e sócio no Clube Desportivo Nacional.
Também exerceu como professor na Universidade da Madeira, comentador desportivo na delegação da Madeira da Rádio Televisão Portuguesa, e colaborou no Diário de Notícias da Madeira, na secção de desporto. Ocupou igualmente as posições de vice-presidente no conselho de administração da empresa Madeira Tecnopolo, delegado na Direção Geral de Desportos, e diretor técnico regional e colaborador na Associação de Voleibol da Madeira.

### Falecimento e família
João da Costa Mateus faleceu na madrugada do dia 3 de setembro de 2009, no Hospital Central do Funchal, vítima de uma doença prolongada. Foi enterrado no Cemitério de São Martinho, no Funchal. Estava casado com Maria Vasconcelos Mateus, e tinha um filho, João António Gomes da Silva Mateus.

## Homenagens
Em abril de 2012, o Núcleo de Estágio em Educação Física e Desporto da Universidade da Madeira organizou a conferência Ideias e Perspectivas de João Mateus - que aplicabilidade na intervenção dos licenciados de Educação Física e Desporto?, sobre o ensino da Educação Física e a sua ligação às modalidades desportivas.
Em 14 de novembro de 2015, a Associação de Voleibol da Madeira organizou o Torneio Homenagem João Mateus.